# Чичовський канал
Чичовський канал (словац. Číčovský kanál) — меліоративний канал; впадає в канал Чичов-Голяре, протікає в окрузі Комарно.
Довжина приблизно 6,0 км. Витік лежить у Дунайській рівнині — з Чичовських рибників.
Протікає територією сіл Травник та Чичов. Впадає у канал Чичов-Голяре біля Травника.